# Cartones de Rafael

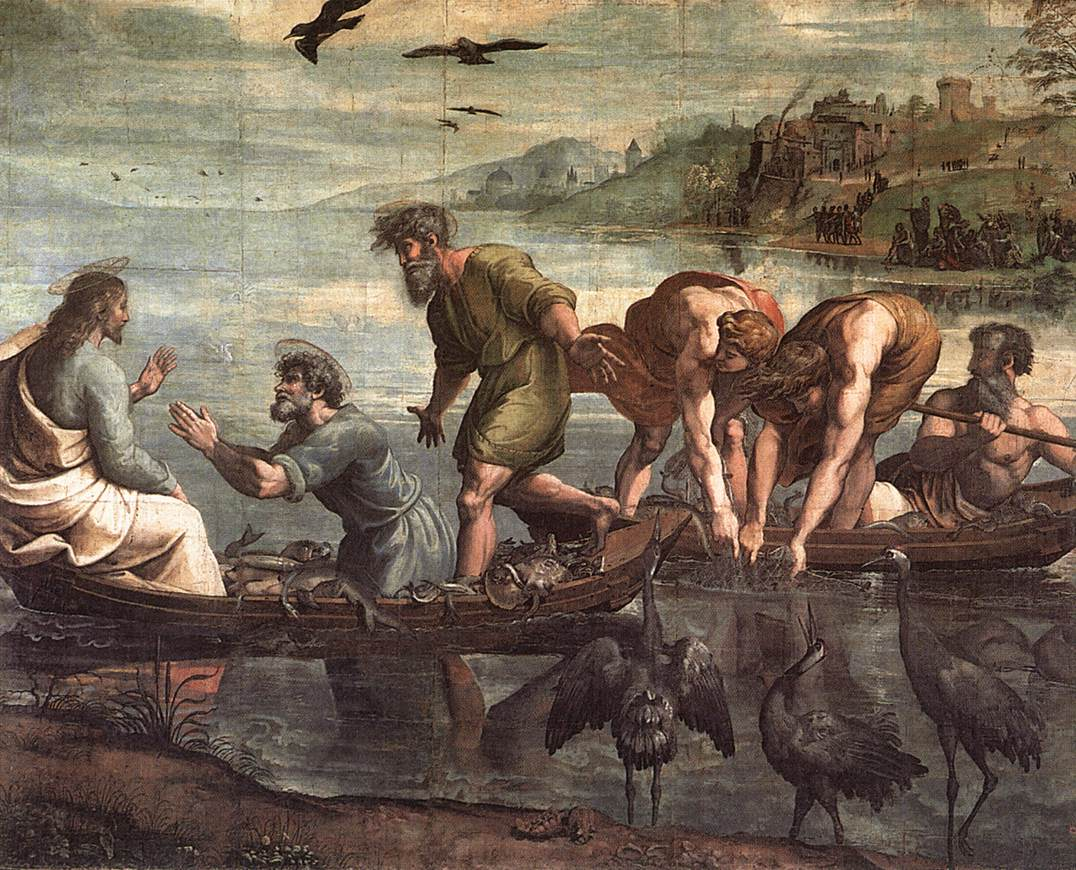
La pesca milagrosa, primer cartón de la serie.

Los llamados Cartones de Rafael son un grupo de siete grandes modelos para tapices, diseñados por el pintor del Renacimiento Rafael Sanzio para la Capilla Sixtina del Palacio Apostólico de la Ciudad del Vaticano y actualmente conservados en Londres. Ilustran escenas bíblicas, conocidas como Los Hechos de los Apóstoles. Del grupo originario de diez cartones diseñados en 1515-1516, subsisten los siete que desde el siglo XVII pertenecen a la Royal Collection del Reino Unido. En la actualidad el rey Carlos III, tal cual lo hiciese su fallecida madre Isabel II los mantiene en préstamo en el Victoria and Albert Museum de Londres. Los tapices tejidos según dichos cartones se exhiben en los Museos Vaticanos, si bien no en la Capilla Sixtina. 
Estas pinturas de formato monumental (3 metros de alto y de 3 a 5 de largo), con figuras a tamaño mayor que el natural, se llaman «cartones» porque esta palabra se aplica en Arte a los modelos o plantillas empleados en el tejido de tapices y alfombras. No se idearon como cuadros para ser colgados, sino como patrones para fabricar tapices con las mismas imágenes. Goya pintaría cartones de manera similar en el siglo XVIII. Los cartones de Londres y los tapices definitivos del Vaticano coinciden en tamaño, pero los primeros muestran las imágenes invertidas porque los tapices se tejen por el reverso; Rafael debió de tener en cuenta esta condición técnica al pensar las escenas.
Los tapices de Los Hechos de los Apóstoles fueron encargados por el papa León X para engalanar la Capilla Sixtina, si bien no se exhiben de manera permanente en ella pues se pensaron como ornamento especial para grandes festividades. Fueron robados durante el Saqueo de Roma (1527) y devueltos posteriormente. Se exhiben en otra sala dentro de los Museos Vaticanos y sólo en ocasiones especiales se cuelgan en la Capilla Sixtina. Existen más ejemplares de los tapices, que ahora se hallan dispersos en diversos países. 
Esta serie de imágenes alcanzó enorme fama, mayormente por su reproducción en grabados. Al igual que Durero, Rafael se sirvió de las estampas para promocionar su arte, y Los Hechos de los Apóstoles tuvieron así una rápida difusión. Alcanzaron tal fama que rivalizaron con los frescos de Miguel Ángel, y en el siglo XIX fueron denominados «El Partenón del arte moderno».

## Historia
En 1514 o a principios de 1515, Rafael Sanzio recibió del papa León X el encargo de diseñar un grupo de tapices monumentales para las paredes de la Capilla Sixtina. Los tramos altos de las paredes estaban ya decorados con frescos, pintados a finales del siglo anterior por Botticelli, Domenico Ghirlandaio y otros, pero los tramos bajos seguían disponibles para un nuevo despliegue decorativo. Miguel Ángel había terminado dos años antes el techo con sus famosos frescos, encargo de Julio II, y no pintaría la pared principal con el Juicio Final hasta treinta años después.
Rafael sabía que con sus tapices entraba en competencia con los frescos de Miguel Ángel, quien le subestimaba y a la vez le consideraba un rival. Se esmeró en perfeccionar sus diseños para que resistiesen tal comparación. Contaba con experiencia en grandes formatos por los murales que estaba pintando en las ahora llamadas Estancias de Rafael.
Inicialmente León X pensó en una serie de 16 tapices, que luego se redujo a diez. Pagó a Rafael en dos partes, en junio de 1515 y en diciembre de 1516. Se supone que el segundo pago coincidió con la conclusión de los diseños. El coste total de los tapices debió de alcanzar los 16.000 ducados, más de cinco veces lo que costó el techo de Miguel Ángel, si bien el grueso del dinero se lo llevaron los tejedores del taller Van Aelst de Bruselas y Rafael sólo cobró mil ducados. La mano de obra, el transporte desde Bruselas y los materiales necesarios (que incluían hilos de oro y plata) absorbieron buena parte del presupuesto.
Según lo habitual en el diseño de cartones, Rafael los pintó no sobre lienzo o tabla, sino sobre papel, un soporte más económico y fácil de transportar. Se suponía que estos modelos se desecharían una vez tejidos los tapices. Se unieron múltiples trozos de papel hasta formar pliegos de 3 metros de alto y de anchuras variables, de 3 a 5 metros. En el siglo siguiente se encolarían sobre lienzo para que ganasen consistencia. El tipo de pigmento empleado es similar a témpera mezclada con cola. Aunque algunos tonos se han apagado, la conservación en general es muy buena. Los colores son muy sutiles y variados, excesivamente complejos para ser plasmados en un tapiz, como ocurriría con los diseños de Goya. La serie textil conservada en Roma se remata con amplias cenefas decorativas de las que carecen los cartones de Londres. Rafael debió de diseñarlas y enviarlas a Bruselas en hojas aparte, ahora no conservadas. 
El debate principal que rodea a los Cartones de Rafael es si él los pintó. El diseño es suyo, pero se cree que al menos en parte fueron ejecutados por ayudantes, ya que él estaba desbordado de trabajo y no hay que olvidar que eran plantillas para artesanos, cuya conservación a largo plazo no era prioritaria. Ahora son valorados como de altísimo valor artístico, en parte porque ejercieron una influencia determinante en Europa. Subsisten algunos bocetos parciales, en la Royal Collection y en el Museo J. Paul Getty, y se supone que existieron dibujos de las composiciones completas, que serían los empleados para los primeros grabados publicados.

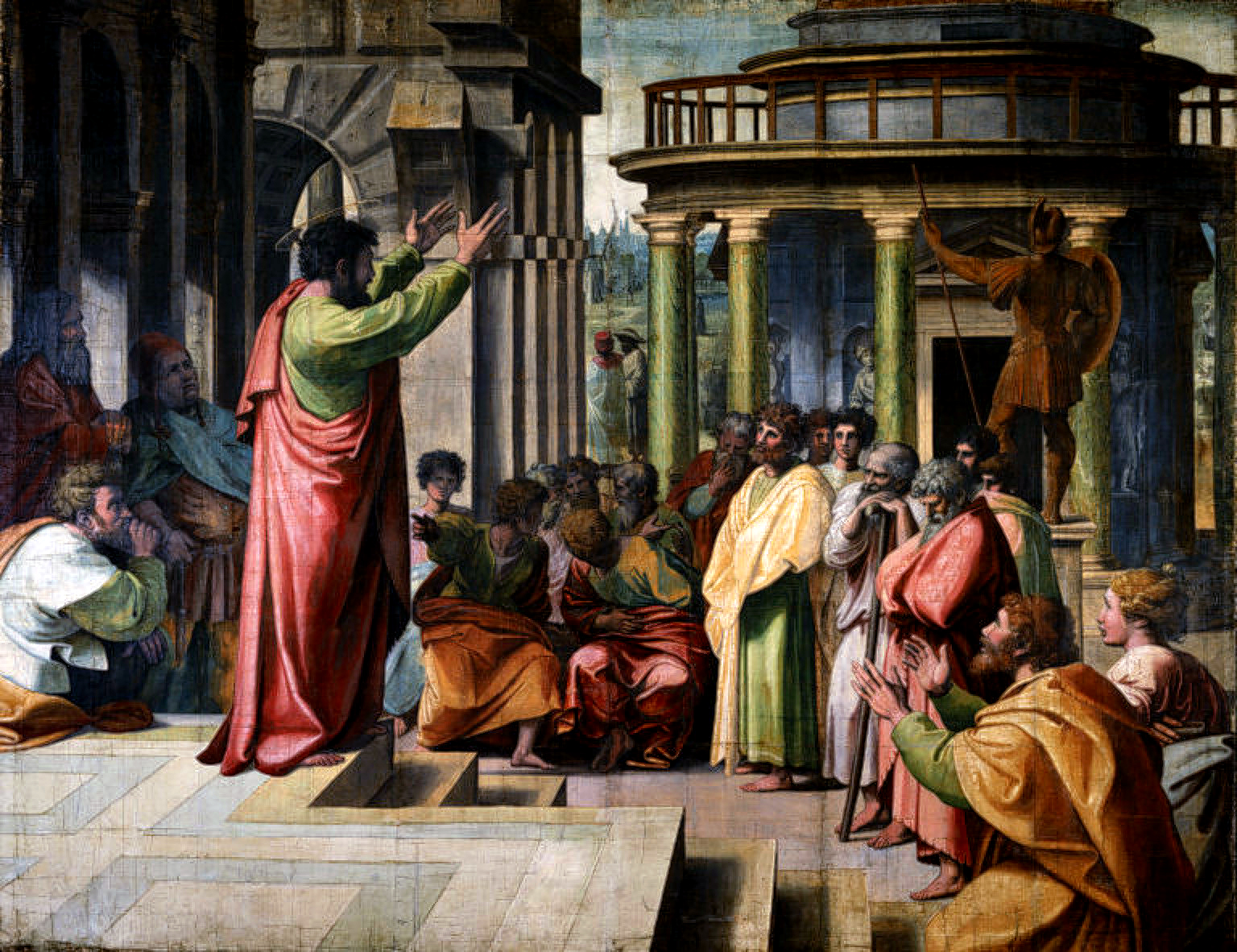
Predicación de san Pablo en Atenas.

Los cartones se terminaron posiblemente en 1516, y fueron enviados al taller de Pieter van Aelst III en Bruselas, una de las ciudades punteras en la fabricación de tapices. Después de tejerse la serie para el Vaticano se harían otras, dado que al contrario de lo que era habitual, los cartones no se devolvieron al cliente (en este caso, el Papa). Una serie de nueve tapices (comprada por Felipe II en Amberes en 1560) pertenece a las colecciones de Patrimonio Nacional, organismo que en 2020 la ha mostrado al público por primera vez . Por la calidad de sus materiales y por su buena conservación, la serie ahora en Madrid se considera la mejor tras la primigenia del Vaticano. Enrique VIII de Inglaterra compró otra serie, que resultó destruida en Alemania durante la Segunda Guerra Mundial (si bien reseñas recientes dicen que se conserva en Berlín), y Francisco I de Francia poseyó otra producida en la misma época, igualmente perdida en el siglo XVIII. Una serie incompleta (ocho tapices) se conserva en la Iglesia de San Pablo (Zaragoza).  
Los primeros tapices para el Papa se enviaron desde Bruselas en 1517, y en la Navidad de 1519 se colgaron nueve en la Capilla Sixtina. Entonces, como ahora, se reservaban para ocasiones especiales; sus huecos en la Sixtina están pintados con trampantojos que simulan telas colgadas. La presencia de hilos de oro y plata en los tapices explica que algunos fuesen quemados vandálicamente para extraerles dichos metales.
En 2010, coincidiendo con una visita del papa Benedicto XVI a Londres, los Museos Vaticanos prestaron cuatro de los tapices originales al Victoria & Albert Museum, de modo que pudieron verse junto a sus cartones por primera vez en la historia. Ni tan siquiera Rafael pudo verlos juntos, ya que cuando los tapices se tejieron en Bruselas, fueron enviados a Roma sin los cartones, que quedaron en Flandes y siguieron otros vericuetos hasta su compra por Carlos I. En febrero de 2020, con motivo del quinto centenario de la muerte de Rafael, la serie completa de los tapices fue colgada en la Capilla Sixtina durante una semana.

## Influencia posterior
Rafael sabía que los cartones debían ser aptos para su «traducción» a una superficie textil, por lo que prestó menos atención a la pincelada o a los pequeños detalles para volcarse en las composiciones, que son monumentales, de figuras grandes y espacios amplios para evitar una aglomeración de elementos que resultaría confusa en los tapices. Esto puede explicar que las copias grabadas, a pesar de su pequeño formato, fuesen nítidas y que ejerciesen gran influencia en Europa, donde las estampas y demás reproducciones sobre papel circulaban rápidamente.
Los Cartones de Rafael influyeron en la implantación de la estética renacentista en los Países Bajos, tanto por los artistas que los vieron en Bruselas como por los grabados que circularon desde fecha temprana. 
A finales del siglo XVI, los Carracci tuvieron en cuenta estos diseños en su afán por absorber el estilo más clásico de Rafael, el de sus años romanos. Ya en el siglo XVII, Poussin acusó una influencia de ellos casi de dependencia, y en general fueron seguidos como referencia para la pintura de temas históricos hasta principios del XIX. Los prerrafaelitas ingleses, al preferir a Botticelli y rechazar a Rafael, intentaban erradicar la influencia del clasicismo plasmado en estos cartones.

## Tema de la serie
Los Cartones de Rafael ilustran escenas de las vidas de san Pedro y san Pablo. Ponen el énfasis en varios puntos que eran relevantes en las polémicas religiosas de los años previos a la Reforma luterana, y recalcan especialmente el papel de san Pedro como fundador del papado de Roma. Las escenas que eligió Rafael eran relativamente inusuales en el Arte, menos trilladas que las relativas a Jesucristo y la Virgen María, por lo que tuvo menos limitaciones para idearlas. 
Los temas de las diez imágenes, incluyendo las tres cuyos cartones no se conservan, son:
- 1) La pesca milagrosa
- 2) Encargo de Cristo a san Pedro, momento clave del nacimiento del papado
- 3) La curación del paralítico
- 4) La muerte de Ananías
- 5) La lapidación de san Esteban (cartón no conservado)
- 6) La conversión de Saulo, luego san Pablo (cartón no conservado)
- 7) La ceguera de Elimas o Conversión del procónsul
- 8) San Pablo y Bernabé en Listra
- 9) San Pablo en prisión (cartón de menor tamaño, no conservado)
- 10) Predicación de san Pablo en Atenas; la pareja arrodillada a la derecha se atribuye a Giulio Romano, entonces ayudante de Rafael.

## LosCartonesconservados en Londres
Los siete Cartones de Rafael conservados ahora en Londres fueron adquiridos en 1623 por Carlos I de Inglaterra, entonces príncipe de Gales. Los obtuvo de una colección de Génova mediante intermediarios por solo 300 libras. Su precio tan bajo se explicaría porque fueron subestimados como patrones para artesanos y no valorados como obras de arte autónomas. Habían sido cortados en bandas de un metro de anchura (tal como se requiere en el tejido de tapices de nudo bajo) que no se volverían a unir hasta la década de 1690, en el palacio de Hampton Court. En tiempos de Carlos I los fragmentos se guardaron en cajas de madera en la Banqueting House del Palacio de Whitehall, en Londres. Cuando este rey fue decapitado y su colección se vendió, Oliver Cromwell decidió excluir los cartones de la venta y gracias a ello permanecieron en la Royal Collection. Nada se sabe de los tres cartones restantes.
En 1699, Guillermo III de Inglaterra encargó a Christopher Wren y a William Talman la construcción en Hampton Court de una Galería de Cartones, un espacio específico para exhibirlos una vez recompuestos y montados en bastidores. Ya en esta época su estimación aumentaba, si bien no lucían bien por la suciedad acumulada en su superficie. Se consideraban lo más genuino de Rafael, y su clasicismo sobrio se oponía al barroco decorativo que empezaba a perder interés. 
En 1763, cuando Jorge III se mudó a su residencia recién comprada, el actual Palacio de Buckingham, se llevó los Cartones a ella. Hubo protestas en el Parlamento británico porque el nuevo palacio no era accesible a los visitantes y, por tal, los Cartones de Rafael no podrían verse con facilidad. En aquella época los círculos cultos del país intentaban promocionar a los artistas nacionales y consideraban los Cartones como necesarios para su formación. Joshua Reynolds los mencionaba con frecuencia y dijo de ellos que podían considerarse pinturas murales. Afirmaba que Rafael expresaba mejor su genialidad en los murales grandes que en los cuadros pequeños al óleo.
En 1804 los Cartones fueron restituidos a Hampton Court, donde fueron fotografiados por primera vez en 1858. Fue la Reina Victoria quien en 1865 decidió depositarlos en calidad de préstamo en el nuevo Victoria and Albert Museum de Londres, donde permanecen expuestos en una sala especialmente diseñada. Existen copias de ellos en varios lugares, como Knole House y Hampton Court, donde ocupan la Galería de Cartones que se construyó para los originales. Las copias expuestas allí fueron realizadas en la década de 1690 por un pintor poco conocido, Henry Cooke. Existen otras series de copias en la Royal Academy y en la Universidad de Columbia. La segunda serie fue pintada por James Thornhill. La Royal Collection posee, además de los Cartones, una serie de tapices tejidos de ellos, pero no es la que perteneció a Enrique VIII, que se perdió hacia 1945.

## LosCartonesen grabados

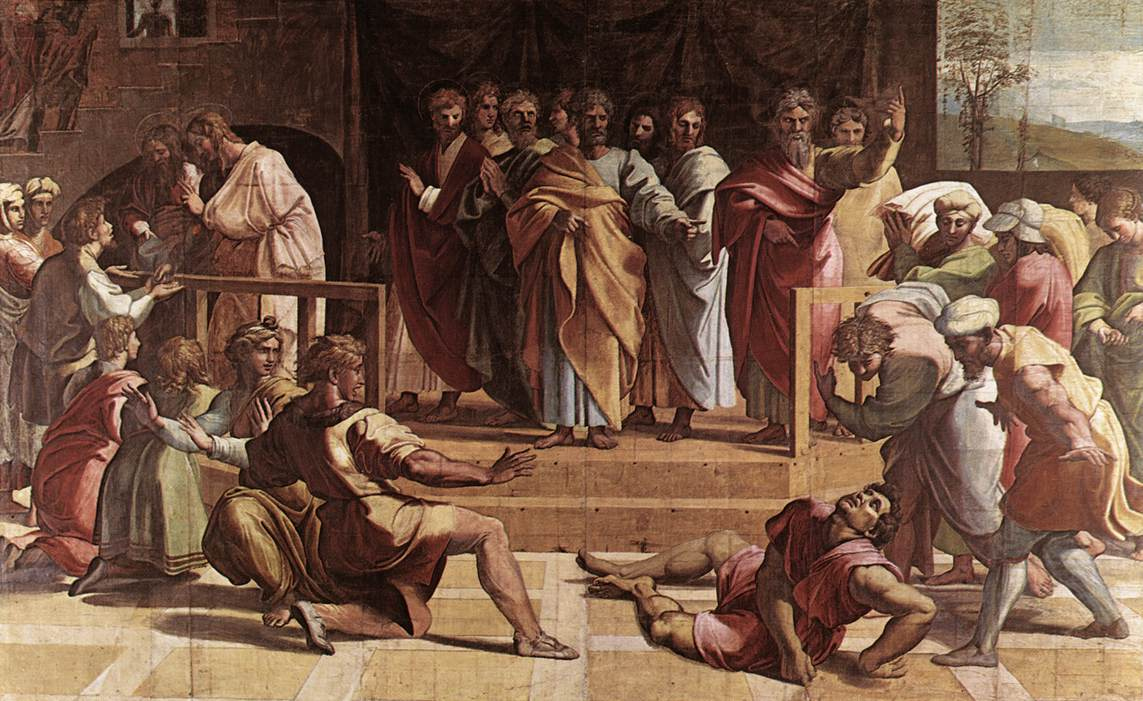
La muerte de Ananías, primer cartón que se grabó.

A principios del siglo XVI, muchos artistas italianos quisieron emular el éxito de Durero en el campo del grabado, gracias al cual había alcanzado rápida fama y pingües beneficios. Las estampas eran de precios más asequibles que las pinturas, llegaban a un mercado más amplio, garantizaban ingresos más rápidos que los grandes proyectos y expandían la fama de los artistas, propiciando más encargos. 
Rafael no dominaba las técnicas de grabado pero llegó a ser el artista italiano más exitoso en el mercado de estampas. Ello se debe a su acertada colaboración con Marcantonio Raimondi y su taller. Rafael creó dibujos expresamente para ser grabados, y además el taller de Raimondi expidió abundantes planchas de sus mejores pinturas, que se basaban en copias dibujadas de ellas. Así ocurrió con Los Hechos de los Apóstoles: mientras los cartones se utilizaban en Bruselas, el taller de Raimondi hizo grabados de ellos gracias a copias dibujadas. Estos grabados fueron luego replicados por otros grabadores e igualmente difundidos por Europa.
El grabado más temprano que se conoce de los Cartones es de 1516: La muerte de Ananías, debido a Agostino Veneziano, quien entonces trabajaba con Raimondi. Seguramente se terminó antes que el tapiz definitivo llegase a Roma. La lámina de Veneziano muestra la imagen en la misma posición que el tapiz, no invertida como en su cartón. De esta serie de grabados, Raimondi hizo personalmente sólo uno, y Veneziano muchos de los demás, si no todos. 
El grabado de La muerte de Ananías fue copiado por Ugo da Carpi en 1518, en una xilografía de chiaroscuro a cuatro colores. Curiosamente esta copia incluía una inscripción a modo de «copyright» otorgado por la República de Venecia y el Papa, que amenazaba con la excomunión a los plagiadores. Aparte de otras reproducciones más o menos fieles de la serie, destaca un grabado de una de las imágenes, realizado por Parmigianino hacia 1530. 
A finales del siglo XVI, Matthäus Merian (padre) se basó en algunas de las imágenes de los Cartones para ilustrar la Biblia. Modificó las proporciones, adaptándolas al formato de libro, e introdujo otros cambios. 
Como se ha dicho, en el siglo XVII los originales se guardaron troceados en franjas, primero en el Palacio de Whitehall y luego en Hampton Court. Cuando a finales de siglo fueron recuperados y montados, los copistas ingleses empezaron a producir grabados copiados directamente de ellos y no de grabados anteriores.

## Imágenes de los sieteCartonesconservados

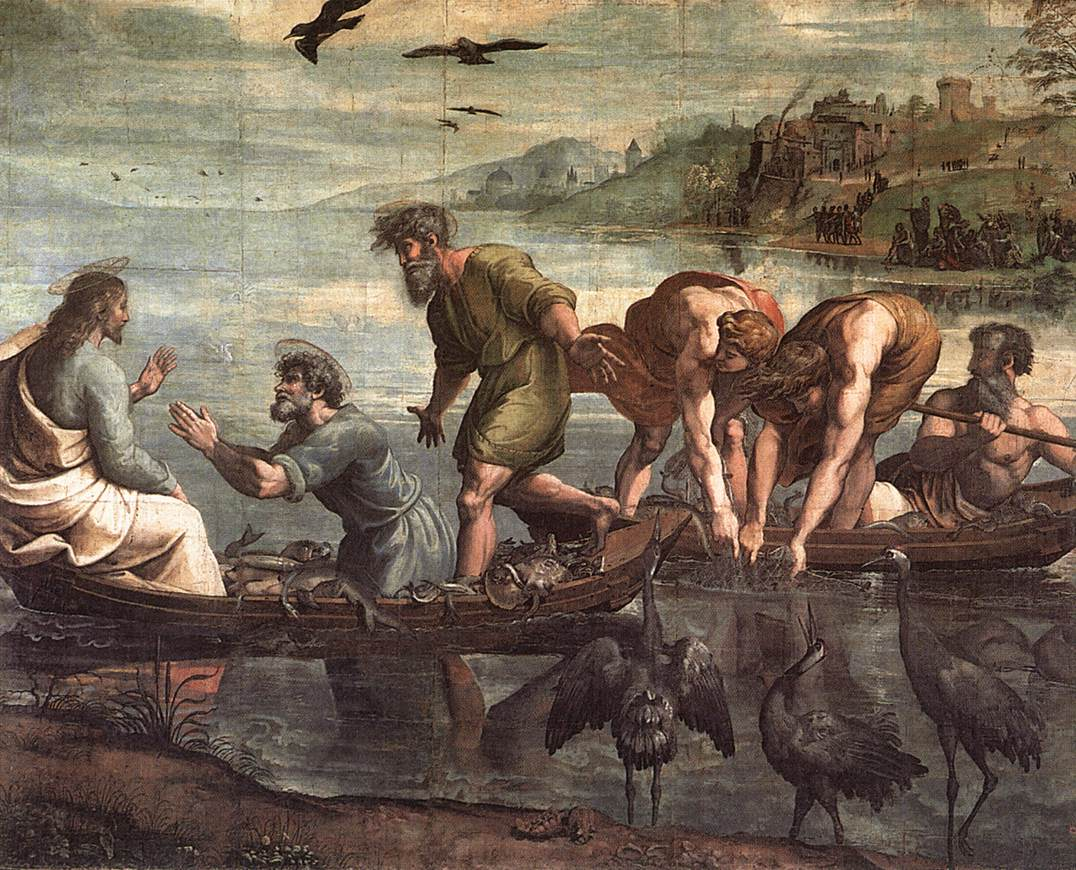
1) La pesca milagrosa
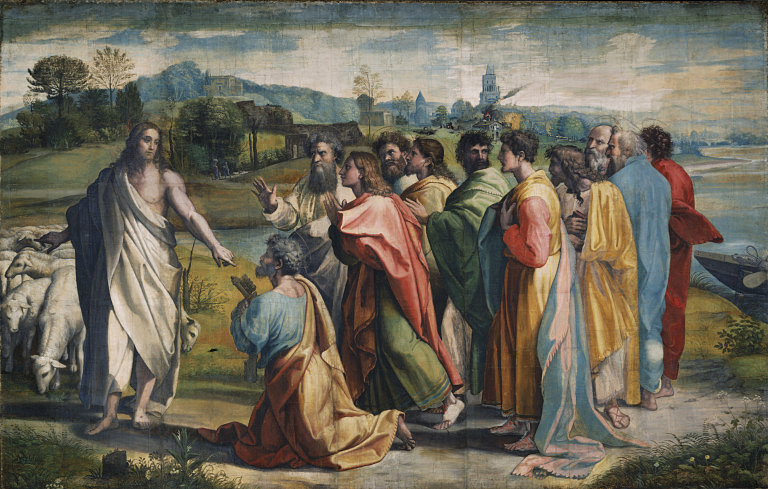
2) El encargo de Cristo a san Pedro
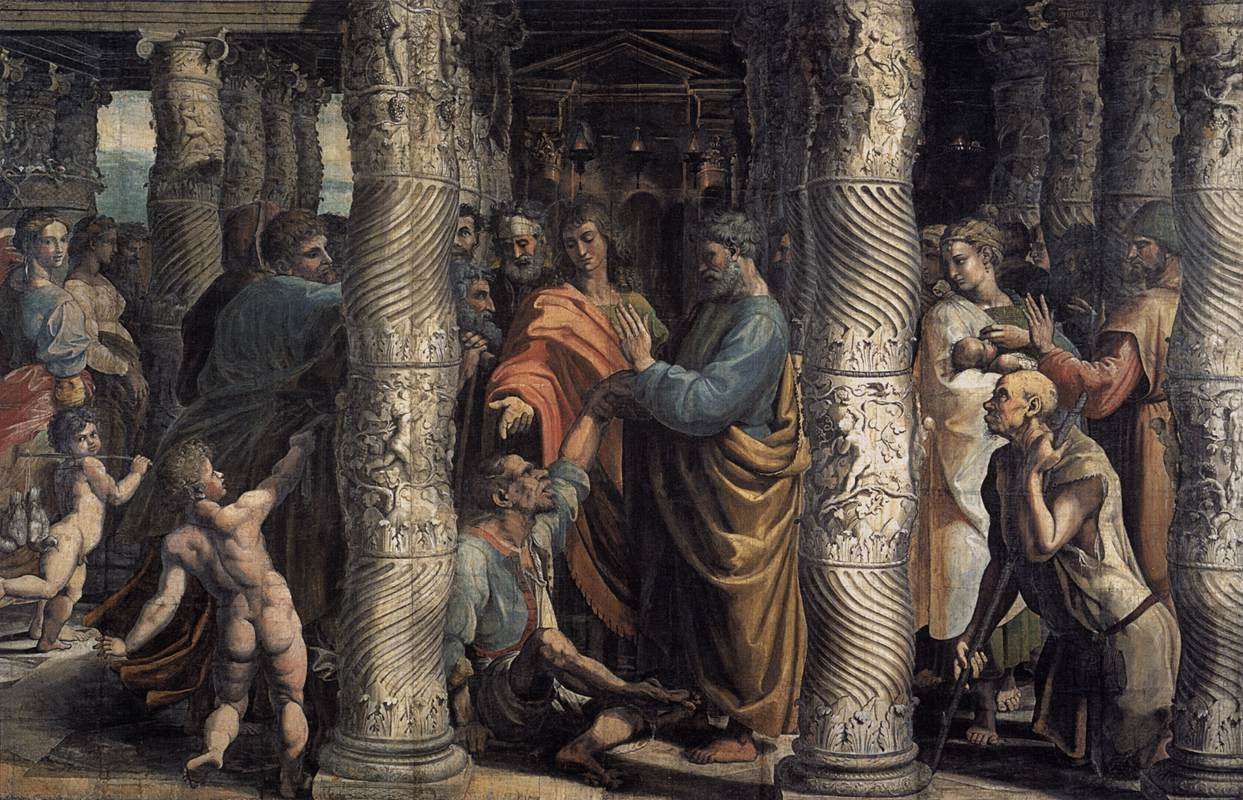
3) La curación del paralítico
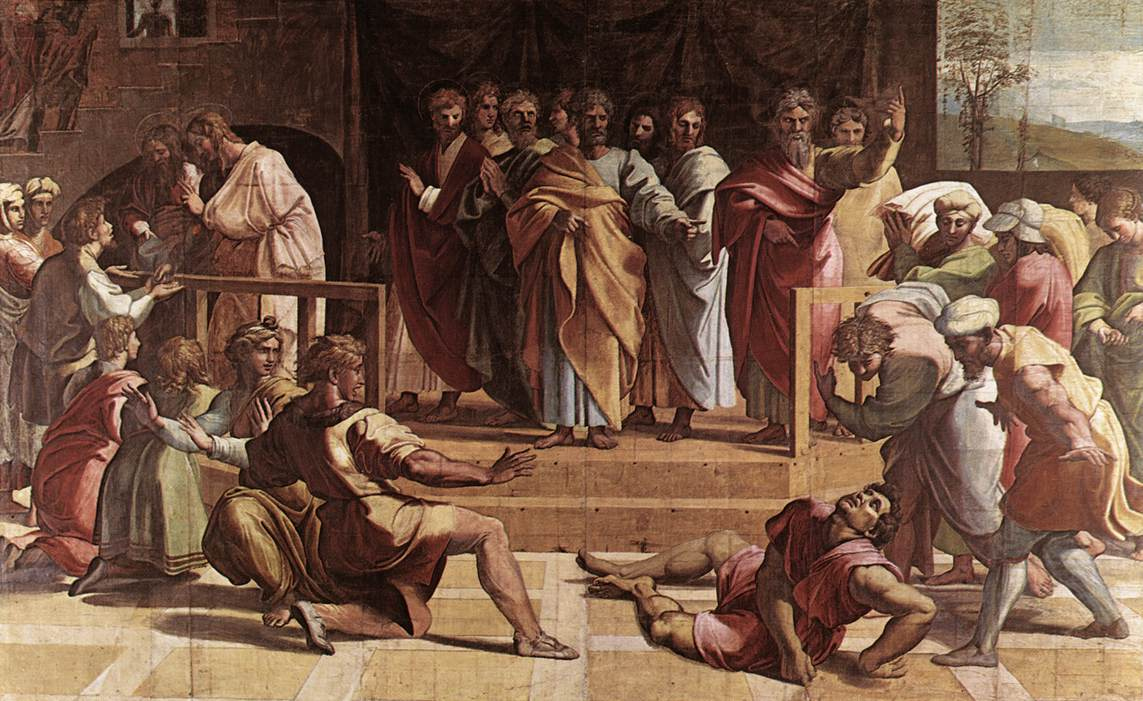
4) La muerte de Ananías
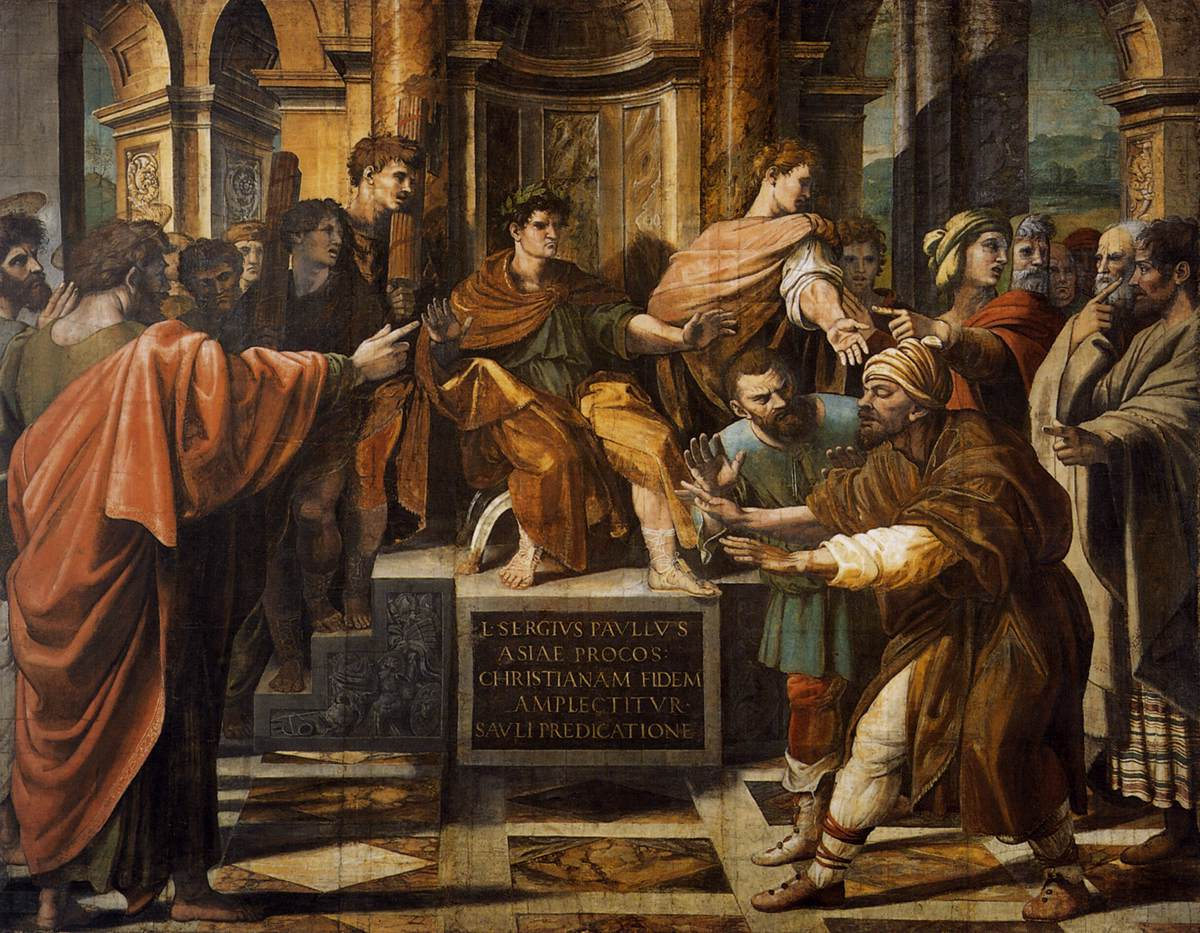
7) La ceguera de Elimas o La conversión del procónsul
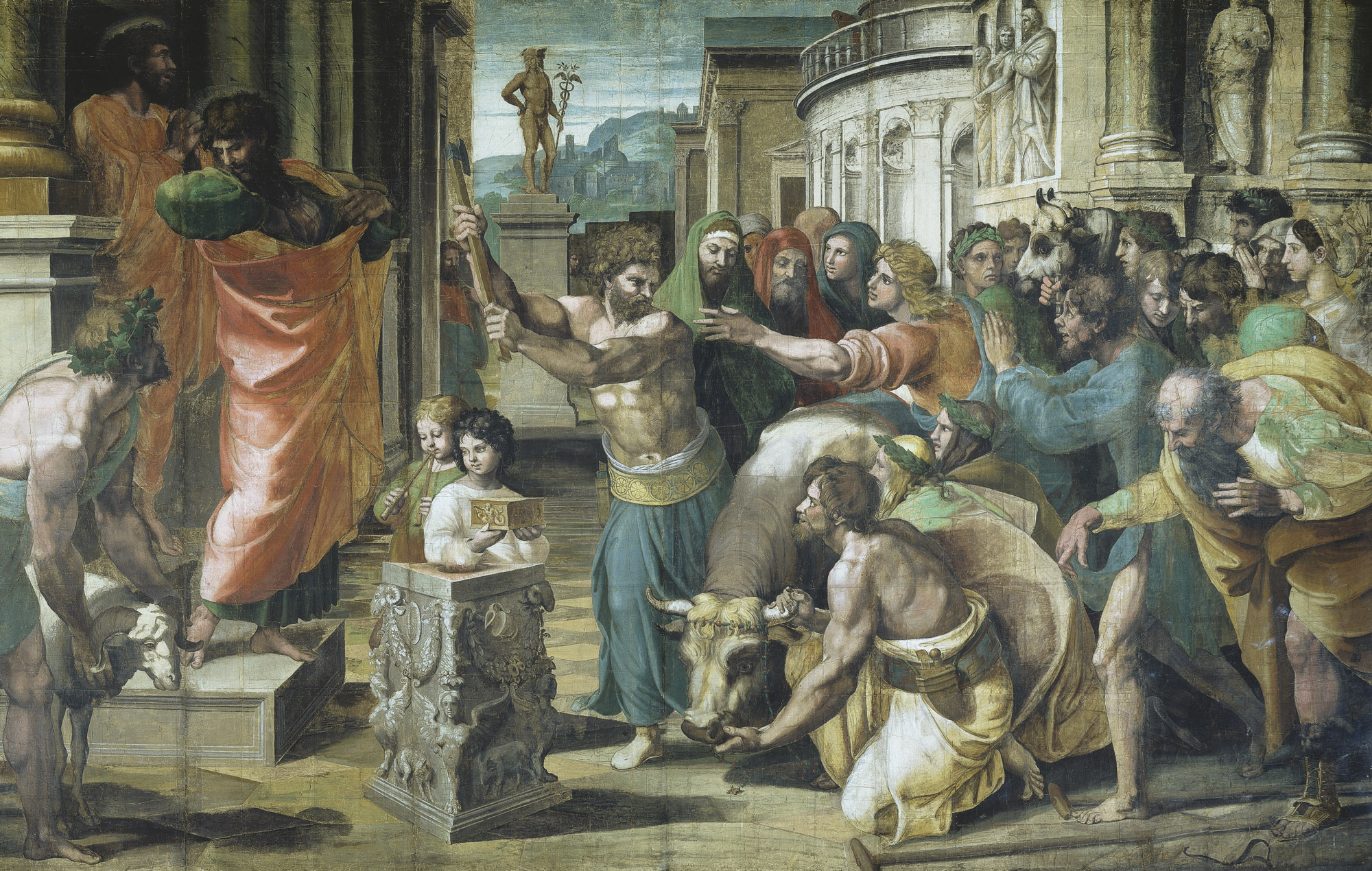
8) San Pablo y Bernabé en Listra
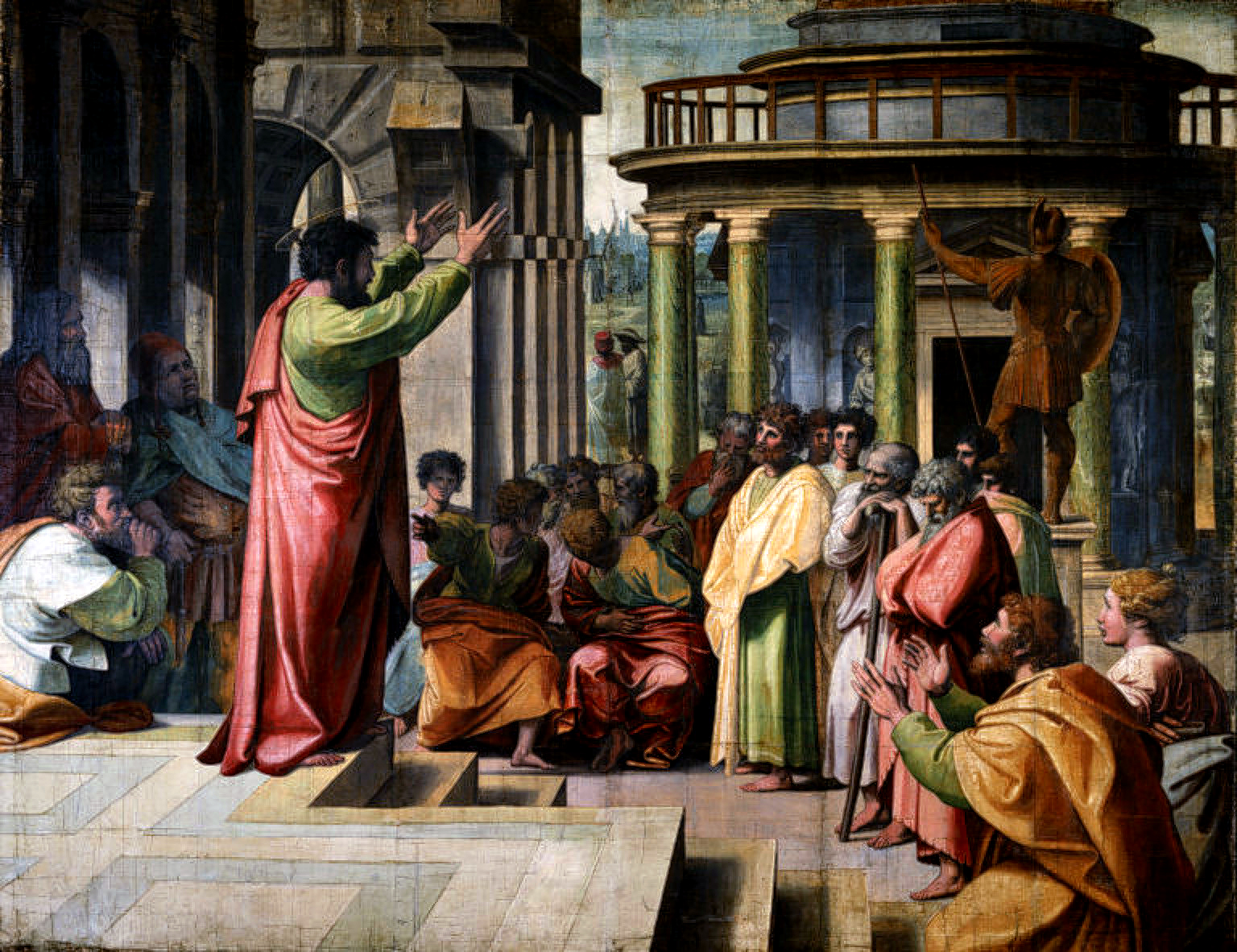
10) Predicación de san Pablo en Atenas